# Plectochorus nilgiricus
Plectochorus nilgiricus là một loài tò vò trong họ Ichneumonidae.